# Zane Kirchner
Zane Kirchner (George, provincia Occidental del Cabo, 16 de junio de 1984) es un jugador sudafricano de rugby que se desempeña mayoritariamente como fullback. Viene teniendo cierta regularidad en los Springboks.

## Carrera
Kirchner asistió al PW Botha College en su ciudad natal, en donde jugó como apertura; fue seleccionado como zaguero en el 2002 por el Craven Week.
Comenzó su carrera en el rugby provincial en 2003 con los Wildeklawer Griquas, y con el que jugó 58 partidos de la Currie Cup. En 2007 se trasladó a los Blue Bulls. Debutó para la franquicia de los Bulls de Super 14 en 2008, para el que anotó 105 puntos en 82 partidos. En 2013 se mudó a Europa para jugar con el Leinster de la Premiership.
En 2015 es seleccionado para formar parte de la selección sudafricana que participa en la Copa Mundial de Rugby de 2015.

## Selección sudafricana
Participó de la Copa Mundial de Rugby de 2015.